# Länsväg 149
Länsväg 149  är en primär länsväg som är 49 km lång. Den går sträckan Visby - Kappelshamn - Lärbro, på Gotland. Vägen skyltas Kappelshamn från Visby och Lärbro. Vägen passerar Visby flygplats.

## Anslutningar
Vägen ansluter till:
- Länsväg 148 i Lärbro.

I Visby börjar väg 149 i rondellen där Broväg, Kung Magnus väg, Norderväg och Lummelundsväg möts, och har i Visby ingen anslutning till en annan primär länsväg även om länsväg 140 bara går några hundra meter därifrån (i Broväg - Norra Hansegatan).

## Historia
På 1940-talet när många andra vägar fick nummer, fick denna väg inget nummer. Vid reformen på 1960-talet gavs vägen numret 149.